# 柳荫镇
柳荫镇，是中华人民共和国重庆市北碚区下辖的一个乡镇级行政单位。

## 行政区划
柳荫镇下辖以下地区：
柳荫社区、东升村、明通村、西河村、永兴村、合兴村、麻柳河村和柳荫村。